# Pahtarivier (Kiruna)
De Pahtarivier (Zweeds: Pahtajoki) is een rivier die stroomt in de Zweedse  gemeente Kiruna. De rivier ontwatert plaatselijke moerasgebieden, stroomt naar het noordoosten en komt daarbij oostelijk langs de Luchthaven Kiruna. Zij gaat op in de Luossarivier.
Afwatering: Pahtarivier → Luossarivier → Torne → Botnische Golf